# 타박타박 세계사
타박타박 세계사는 심용환 역사강사가 진행하는 MBC 표준FM의 세계사 정보 전문 라디오 프로그램이다. 매주 일요일 아침 7시 5분부터 아침 8시까지 방송되었다. 2021년 9월 26일 자로 15년 만에 폐지되었다.

## 프로그램 구성
크게 다음과 같은 4개의 토막으로 이루어진다.
- 그래서 생각난 역사 이야기 - 가장 주된 코너로서 다양한 주제의 역사 이야기를 전문가를 초대하여 나눈다.
- 그 사람 그 사건 - 방송일 날짜에 일어난 과거의 사건을 다룬다.
- 주영하의 맛있는 역사 - 한국학중앙연구원 주영하 교수를 초대하여 다양한 음식에 대해 소개한다.
- 김현준의 음악이 머문 시간 - 재즈 평론가 김현준과 함께 나누는 음악 이야기.

## 역대 DJ
- 남경태[2]
- 강응천
- 심용환

## 팟캐스트 방송
이 프로그램은 팟캐스트로도 방송되며, 매주 일요일 아침 라디오 방송 이후에 보통 월요일에서 화요일 사이에 업데이트 된다.

## 같이 보기
관련 항목
- 세계사

방송 프로그램
- 시간을 달리는 세계사 (EBS 2TV)